# Ямпільська волость (Ямпільський повіт)
Ямпільська волость — історична адміністративно-територіальна одиниця Ямпільського повіту Подільської губернії з центром у повітовому місті Ямпіль.
Станом на 1885 рік складалася з 65 поселень, 13 сільських громад. Населення — 11 968 осіб (5843 чоловічої статі та 6125 — жіночої), 2356 дворових господарства.
|                     | Площа, десятин | У тому числі орної, дес. |
| ------------------- | -------------- | ------------------------ |
| Сільських громад    | 16896          | 11382                    |
| Приватної власності | 9672           | 7273                     |
| Іншої власності     | 542            | 434                      |
| Загалом             | 27110          | 19089                    |

Основні поселення волості:
- Янкулів — колишнє власницьке село при річці Дністер, 492 особи, 95 дворових господарств, православна церква, постоялий будинок.
- Гальжбіївка — колишнє власницьке село при річці Мурафа, 989 осіб, 210 дворових господарств, православна церква, постоялий будинок.
- Кетроси — колишнє державне село при річці Марківка, 1511 осіб, 362 дворових господарства, православна церква, постоялий будинок, лавка.
- Кісниця — колишнє державне село при річці Дністер, 3050 осіб, 674 дворових господарства, православна церква, синагога, школа, 5 постоялих будинків, лавка, водяний млин, базари по неділях.
- Краснодаль — німецька колонія при річці Марківка, 127 осіб, 29 дворових господарств, школа.
- Миронівка — колишнє власницьке село при річці Мурафа, 633 особи, 107 дворових господарств, православна церква, постоялий будинок.
- Підлісівка — колишнє власницьке село при річці Мурафа, 421 особа, 166 дворове господарство, православна церква, постоялий будинок.
- Цекинівка — колишнє державне містечко, 1159 осіб, 266 дворових господарств, православна церква, 5 постоялих будинків, лавка.

Старшинами волості були:
- 1904 року — в.о. Григорій Петрович Басистий[2];